# Productores de cinema anarquista
Les productores de cinema anarquista són les  productores de cinema de caràcter social i llibertari que van sorgir a les principals capitals espanyoles a partir del 24 de juliol del 1936, quan els sindicats de l'espectacle i del cinema de Barcelona es van reorganitzar seguint l'exemple del comunisme llibertari confederal.

## La forma d'organització
Seguint les idees de la CNT originades en el congrés del maig del 1936 a Saragossa, l'organització d'aquestes empreses consistirà a abolir la propietat privada i extingir el sistema autoritari. Això es durà a terme fent que els artistes i tècnics tinguessin veu i vot en les decisions sobre el material i en la distribució i exhibició d'aquest. La intenció era donar feina i llibertat de decisions a tot un col·lectiu de professionals de la indústria, que en aquella època rondava les 10.000 persones.

## L'obra de les productores
L'estil predominant de les pel·lícules que es feren va ser documental però hi havia un gran nombre de ficcions també. A partir del 1936 fins als fets de maig de 1937 aquestes productores feren 84 pel·lícules, entre les que figuren Aurora de esperanza i Barrios bajos, 60 pel·lícules es feren a Barcelona i 24 a Madrid. 84 pel·lícules que representen quasi un terç de les pel·lícules que es van fer d'entre el 1936 al 1939 en zona republicana.
L'activitat no s'aturà després del 1937 tot i que disminuí molt amb la repressió després dels fets de maig.

## Productores
- A Barcelona: S.I.E. Films, amb els estudis Orphea i estudis Trilla.
- A Madrid: F.R.I.E.P., Spartacus Films i Centro Films, amb els estudis Ballesteros i estudis CEA.
- Altres productores: S.U.E.P., Comité Central de Abastos de Barcelona. La FAI, l'AIT i la SIA tenien a més els seus serveis de producció i de propaganda.[6]